# Yao Aziawonou
Yao Aziawonou Kaka (* 30. November 1979 in Lomé) ist ein ehemaliger togoischer Fussballspieler. Er spielt auf der Position eines Mittelfeldspielers.

## Vereine
Aziawonou begann seine Karriere in seiner Heimatstadt bei Étoile Filante de Lomé, ehe er zur Saison 1997/98 zum FC Nantes nach Frankreich wechselte. Hier besuchte er das Fussballinternat des FC Nantes. Nach einer Saison wechselte er dann zum FC Sion, nach nur einer Saison wechselte er erneut den Verein, diesmal heuerte er beim FC Wangen an. Zur Saison 2000/01 wechselte Aziawonou, dann zum FC Basel in die schweizerische Super League, hier blieb er für zwei Spielzeiten. Er absolvierte 24 Pflichtspiele (16 in der Super League, zwei im Schweizer Cup und sechs in der UEFA Europa League). Er wurde an dem FC Thun ausgeliehen.
Im Sommer 2002 wechselte er definitiv nach Thun, aber nach nur einer Saison bei den Berner Oberländern wechselte Aziawonou zum Ligakonkurrenten Servette Genf. Doch auch hier spielte er nur eine Spielzeit. Zur Saison 2004/05 kam er zu den Young Boys, da aber der Trainer in der Saison 2006/07 nicht mehr auf ihn setzte, wurde Aziawonou im September 2006 an den FC Luzern ausgeliehen. Da der FC Luzern ihn in der Winterpause nicht endgültig verpflichten wollte, kehrte er zu den Young Boys zurück. Im März 2007 erlitt er beim Länderspiel gegen Sierra Leone einen Kreuzbandriss und daher wurde der Vertrag mit den Young Boys nicht mehr verlängert. Aziawonou verliess Bern und versuchte es in Winterthur.

## Nationalmannschaft
Aziawonou gehörte an der Fußball-Afrikameisterschaft 2006 dem togoischen Kader an, wo man jedoch bereits in der Vorrunde scheiterte.
Er absolvierte bisher (Stand: September 2009) 34 Länderspiele und erzielte dabei ein Tor. Mit Togo schaffte er die Qualifikation für die Fußball-Weltmeisterschaft 2006, wobei er in der WM-Qualifikation regelmäßig zum Einsatz kam.

## Erfolge
- 1 × Qualifikation für die Fußball-Weltmeisterschaft 2006.